# Campeonato Sudamericano de Voleibol Femenino de 1958
El III Campeonato Sudamericano de Voleibol 1958 se realizó en Porto Alegre, Brasil del 4 de noviembre al 10 de noviembre de 1958.

## Clasificación final
| Pos | Equipo    |
| --- | --------- |
| 1   | Brasil    |
| 2   | Perú      |
| 3   | Uruguay   |
| 4   | Paraguay  |
| 5   | Argentina |